# 華藥天星
华北制药天星有限公司（North China Pharmaceutical Goodstar Co.,Ltd），屬於華北製藥旗下公司，在1995年成立，主要生產及研發抗生素发酵生产为主，经营盐酸四环素及其系列产品。
而母公司曾和中國製藥母公司石家莊製藥集團合併，但已告吹，原因為是受到文化和效益問題。2009年6月被前稱金牛能源的冀中能源股份收購，成為旗下公司。  

## 外部連結
- 华北制药天星有限公司